# Kvarteret Bergholmen

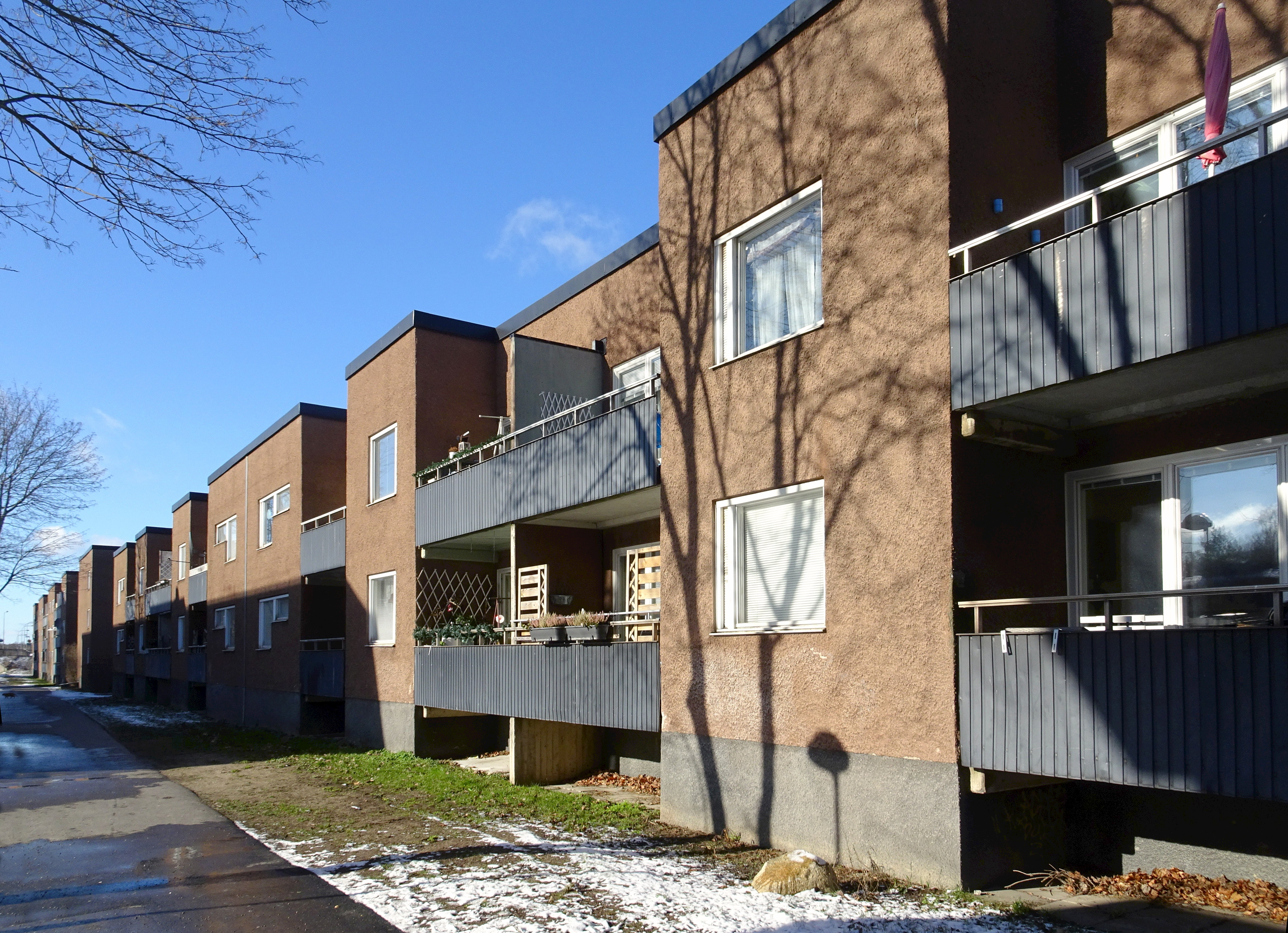
Kvarteret Bergholmen, februari 2020.

Kvarteret Bergholmen är ett bostadskvarter vid Rönnholmsgränd 10-42 i stadsdelen Vårberg i södra Stockholm. Bebyggelsen uppfördes i slutet av 1960-talet och är grönmärkt av Stadsmuseet i Stockholm vilket innebär att den anses vara ”särskilt värdefull från historisk, kulturhistorisk, miljömässig eller konstnärlig synpunkt”.

## Historik

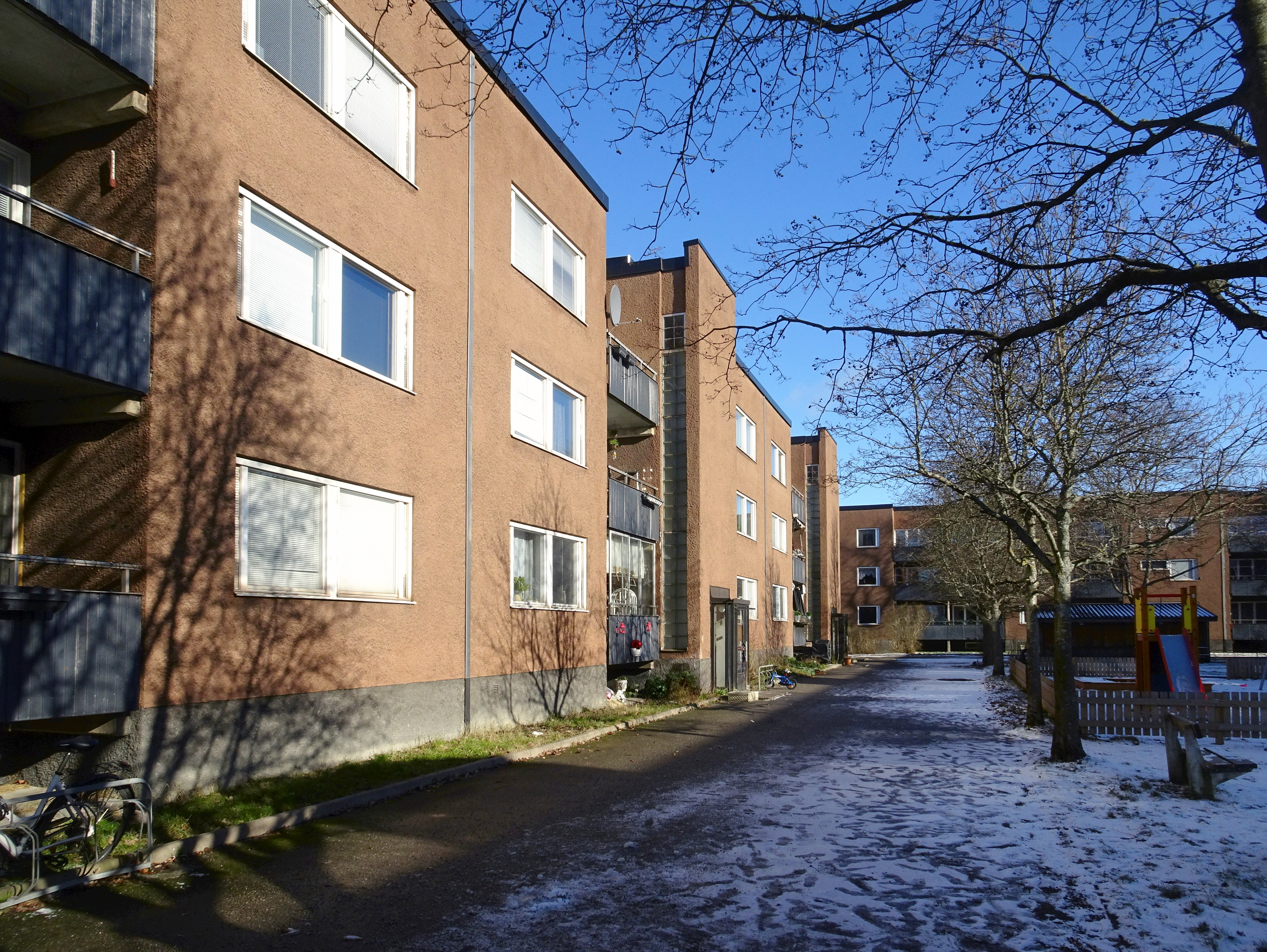
Kvarteret Bergholmen, februari 2020.

Kvarteret Bergholmen är ett mindre lamellhusområde som började uppföras 1968 direkt väster om Vårbergsskolan. Byggherre var Erland Gustafsson Byggnads AB som anlitade Kjell Abramson arkitektkontor (genom Britta Abramson och Kjell Abramson) att formge bebyggelsen. Området består av fem längor med två och tre våningar. 
Fasaderna gavs olika karaktär, dels med symmetrisk fönsterplacering eller med utskjutande halvrunda trapphus och slitsar av glasbetong där fasaden möter trapphuset. Vidare märks raka trapphus med glasbetongslitsar och indragna balkonger. Fasaderna utfördes spritputsade och avfärgade i brun kulör. Även entréerna är ovanlig formgivna och påminner om utanpåliggande skyltskåpsliknande glaslådor.